# Verfassung Portugals
Die Verfassung Portugals (port. Constituição da República Portuguesa) wurde zwei Jahre nach der Nelkenrevolution am 2. April 1976 im Parlament verabschiedet, nachdem sie durch die Konstituierende Versammlung (Assembleia Constituinte) erarbeitet worden war. Sie ist stark durch Bestimmungen einer demokratischen Grundordnung bedingt durch Erfahrungen mit der Staatspraxis der Diktatur unter Salazar und Caetano im Estado Novo geprägt und orientiert sich in Inhalt und Aufbau am deutschen Grundgesetz.
Die Verfassung enthält aktuell 296 Artikel. Änderungen an der portugiesischen Verfassung (revisões constitucionais) erfolgten in den Jahren 1982, 1989, 1992, 1997, 2001, 2004 und 2005.

## Grundsätze
Die Verfassung der Portugiesischen Republik kennzeichnet das politische System Portugals seit der großen Verfassungsreform von 1982 als eine parlamentarische Republik. Die Kompetenzen des Präsidenten der Republik (Art. 133 bis 140) beschränken sich seitdem auf repräsentative Funktionen, er kann jedoch das Parlament auflösen (Art. 133 e). Der Premierminister ist Vorsitzender der Regierung, deren Verantwortlichkeit sich seit 1982 nur noch auf das Parlament bezieht. Die Regierung kann parallel zum im deutschen Staatsorganisationsrecht dem Parlament – der Versammlung der Republik – zur Bestätigung der Mehrheitsfähigkeit ihrer Politik die Vertrauensfrage (Solicitação de voto de confiança) stellen (Art. 193). Die Versammlung der Republik kann ein Misstrauensvotum (Moção de censura) gegen die Regierung stellen (Art. 194).

## Struktur
Die portugiesische Verfassung in der Version nach der jüngsten VII. Verfassungsänderung von 2005 beinhaltet zunächst eine Präambel (preâmbulo), zweitens „grundsätzliche Bestimmungen“ in den Artikeln 1 bis 11 zu Staatstheorie und Staatssymbolen, anschließend vier Verfassungsteile (partes) in den Artikeln 12 bis 289 und am Ende Übergangs- und Schlussbestimmungen (Artikel 290 bis 296). 
Die partes beinhalten im Einzelnen einen Grundrechtekatalog „Grundrechte und Grundpflichten“, eine Wirtschaftsverfassung „Wirtschaftliche Organisation“, einen staatsorganisationsrechtlichen Teil „Organisation politischer Macht“, und Schlussbestimmungen „Gewährleistung und Revision der Verfassung“.
Diese Verfassungsteile wiederum sind in Titel (títulos) und diese noch einmal in Kapitel (capítulos) untergliedert. 

## Frühere Verfassungen
1. Constituição Política da Monarquia Portuguesa (1822)[1]
2. Carta Constitucional da Monarquia Portuguesa (1826)[2]
3. Constituição Política da Monarquia Portuguesa (1838)
4. Constituição Política da República Portuguesa (1911)[3]
5. Constituição Política da República Portuguesa (1933)[4]